# Episodi di The Big C (terza stagione)
La terza stagione della serie televisiva The Big C, composta da 10 episodi, è stata trasmessa in prima visione negli Stati Uniti d'America dal canale via cavo Showtime dall'8 aprile al 17 giugno 2012.
In Italia è stata trasmessa su Fox Life tra il 29 aprile e il 1º luglio 2013.
| nº | Titolo originale   | Titolo italiano           | Prima TV USA   | Prima TV Italia |
| -- | ------------------ | ------------------------- | -------------- | --------------- |
| 1  | Thin Ice           | Ghiaccio sottile          | 8 aprile 2012  | 29 aprile 2013  |
| 2  | What's Your Story? | Qual è la tua storia      | 15 aprile 2012 | 6 maggio 2013   |
| 3  | Bundle of Joy      | Joy                       | 22 aprile 2012 | 13 maggio 2013  |
| 4  | Family Matters     | Questioni di famiglia     | 29 aprile 2012 | 20 maggio 2013  |
| 5  | Face Off           | Il confronto              | 6 maggio 2012  | 27 maggio 2013  |
| 6  | Life Rights        | La vita è un film         | 13 maggio 2012 | 3 giugno 2013   |
| 7  | How Bazaar         | Mercatino dei sentimenti  | 20 maggio 2012 | 10 giugno 2013  |
| 8  | Killjoy            | Fine della corsa          | 3 giugno 2012  | 17 giugno 2013  |
| 9  | Vaya Con Dios      | Vaya con Dios             | 10 giugno 2012 | 24 giugno 2013  |
| 10 | Fly Away           | Un angelo venuto dal mare | 17 giugno 2012 | 1º luglio 2013  |